# Сведское (Речицкий район)
Сведское (бел. Све́дскае) — деревня в Речицком районе Гомельской области Белоруссии. В составе Комсомольского сельсовета.

## География

### Расположение
В 52 км на северо-запад от районного центра и железнодорожной станции Речица (на линии Гомель — Калинковичи), 102 км от Гомеля.

### Гидрография
На реке Сведь (приток реки Березины).

## Транспортная сеть
Транспортные связи по просёлочной, затем автомобильной дороге Светлогорск — Речица. Планировка состоит из дугообразной улицы, ориентированной с юго-востока на северо-запад (вдоль реки), на севере от неё расположена плотная бессистемная застройка. Жилые дома деревянные, усадебного типа.

## История
По письменным источникам известна с XVIII века как селение в Речицком повете Минского воеводства Великого княжества Литовского.
После 2-го раздела Речи Посполитой (1793 год) в составе Российской империи. В начале XIX века построена часовня, в 1820 году деревянная Ильинская церковь. В 1851 году на средства прихожан и горвальской помещицы М. Г. Холодовской, вместо обветшавшего, построено новое деревянное здание церкви, в которой находилась местно чтимая икона святого пророка Ильи. В 1885 году в Горвальской волости Речицкого уезда Минской губернии. Согласно переписи 1897 года действовали церковно-приходская школа, хлебозапасный магазин.
С 8 декабря 1926 года до 2 апреля 1959 года центр Сведского сельсовета Горвальского, с 4 августа 1927 года Речицкого, с 29 февраля 1938 года Василевичского, с 24 августа 1951 года Речицкого районов Речицкого, с 9 июня 1927 года Гомельского (до 26 июля 1930 года) округов, с 20 февраля 1938 года Полесской, с 8 января 1954 года Гомельской областей.
В 1930 году работали начальная школа, изба-читальня, отделение потребительской кооперации. В 1931 году организован колхоз имени В. И. Ленина, работала кузница и шерсточесальня. Во время Великой Отечественной войны в июне 1943 года оккупанты сожгли 146 дворов и убили 7 жителей. В боях за освобождение деревень Сведское, Гочай, Крапивня, Добужа, Околица, Шелковичи погибли 83 советских солдата и 3 партизана (похоронены в братской могиле в центре деревни, около школы). 92 жителя погибли на фронте. Согласно переписи 1959 года в составе совхоза «Комсомольский» (центр — деревня Комсомольск). Действуют  библиотека, фельдшерско-акушерский пункт, отделение связи, клуб.

## Население

### Численность
- 2004 год — 120 хозяйств, 262 жителя.

### Динамика
- 1885 год — 40 дворов, 168 жителей.
- 1897 год — 57 дворов, 338 жителей (согласно переписи).
- 1908 год — 69 дворов 477 жителей.
- 1930 год — 97 дворов, 509 жителей.
- 1940 год — 149 дворов, 681 житель.
- 1959 год — 665 жителей (согласно переписи).
- 2004 год — 120 хозяйств, 262 жителя.

## Культура
- Дом культуры

## Достопримечательность
- Братская могила

## Галерея

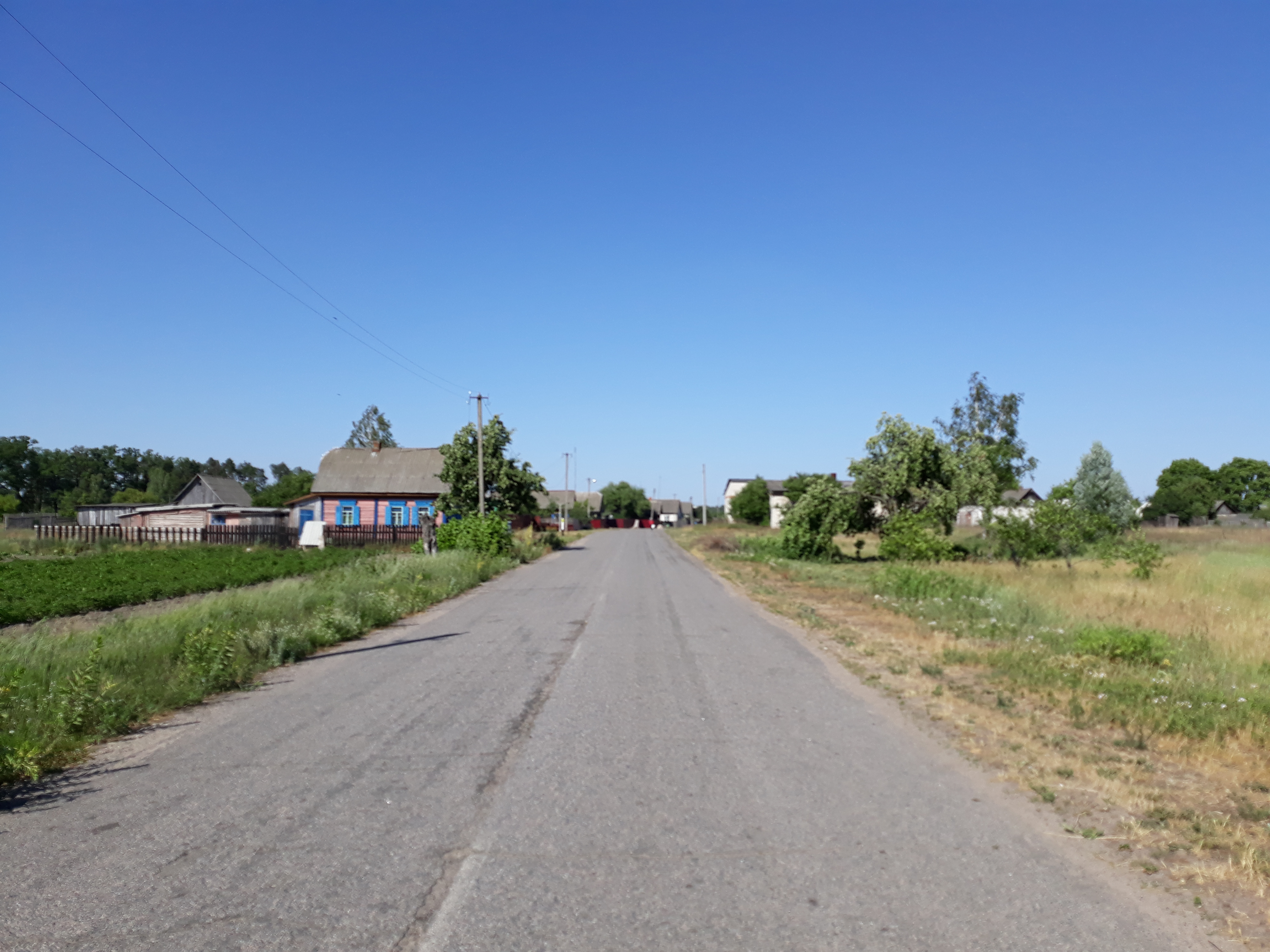
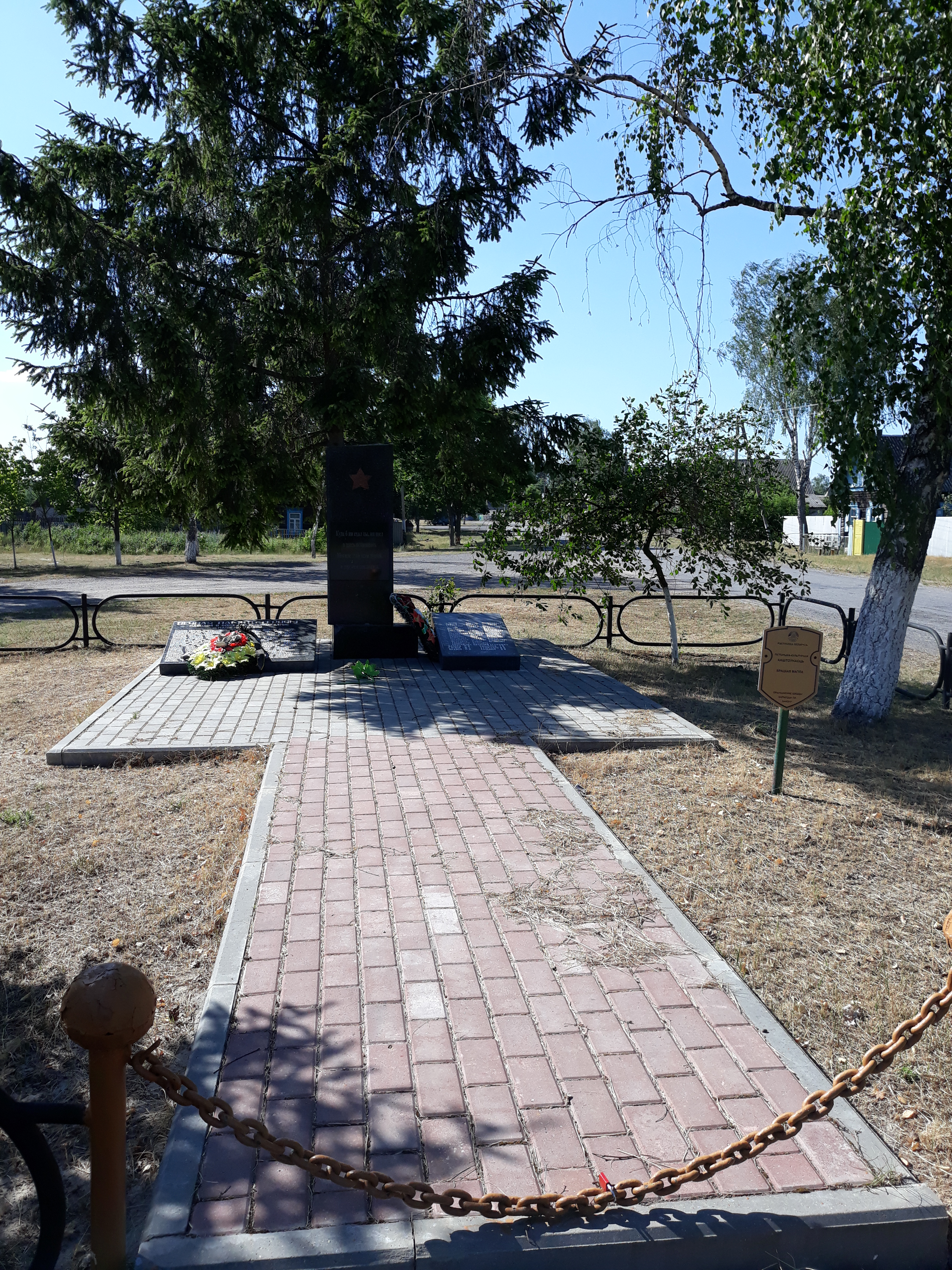
Братская могила